# Xylethrus arawak
Xylethrus arawak är en spindelart som beskrevs av Archer 1965. Xylethrus arawak ingår i släktet Xylethrus och familjen hjulspindlar. Inga underarter finns listade i Catalogue of Life.